# بيفرلي بينبردج
بيفرلي بينبردج (بالإنجليزية: Beverly Bainbridge) (28 يناير 1940م – ) هي سبّاحة، من أستراليا، مثّلت بلادها في الألعاب الأولمبية الصيفية 1956م.

## وصلات خارجية
- بيفرلي بينبردج على موقع الاتحاد الدولي للسباحة (الإنجليزية)
- بيفرلي بينبردج على موقع SwimRankings.net (الإنجليزية)
- بيفرلي بينبردج على موقع أوليمبيديا (الإنجليزية)
- بيفرلي بينبردج على موقع اللجنة الأولمبية الأسترالية (الإنجليزية)
- بيفرلي بينبردج على موقع اتحاد ألعاب الكومنولث (مؤرشف) (الإنجليزية)